# アドルフ・クニッゲ
アドルフ・クニッゲ（Freiherr Adolf Franz Friedrich Ludwig Knigge、1752年10月16日 - 1796年5月6日）は、18世紀のドイツ（神聖ローマ帝国）の著作家、評論家。
ニーダーザクセンの生まれ。ゲッティンゲン大学で学び、ヴァイマルの宮廷に仕える。のち貴族と離反しブレーメンに引退する。『人間交際術』はロングセラーとなり、ドイツの家庭では常備されていた。日本では1910年に翻訳が出ているが、森鷗外が『智恵袋』『心頭語』として新聞連載した。男爵（フライヘル）とされる。

## フリーメイソンとしてのクニッゲ
クニッゲは、フリーメイソンの会派の一つである厳守派に1773年に入会したが、資金的な問題でエリート的な結社の狭い指導者グループに上りつめることはできなかった。カッセルでクニッゲは「戴冠したライオン」というフリーメイソンのロッジに入会した。ハーナウでは彼はロッジ「ヴィルヘルミーネ・キャロライン」のメンバーとなった。 「白鳥の騎士」（羅：Eques a cygno）を名乗って、クニッゲはフリーメイソンの指導者や黄金・薔薇十字団の指導者と文通をおこなった。クニッゲはフリーメイソンの業務で、たくさん旅行をしている。ブラウンシュヴァイク、ヴォルフェンビュッテル、ヴィルヘルムスバートでおこなわれた厳守派の大会でクニッゲは改革のために運動した。
フリーメーソン業界での人脈に幻滅し、深く失望したことで、クニッゲは「フィロ」という仮名で1780年に「コンスタンツォ侯爵」を通じてイルミナーティに入会した。クニッゲは、北ドイツにこの結社を広めるという使命を帯びて、持ち前の落ち着きと巧みな組織力で、約500のメンバー、主に貴族や知識人を集めることに成功した。イルミナーティはクニッゲが入会させたヨハン・クリストフ・ボーデを通じてヨハン・ヴォルフガング・フォン・ゲーテさえ獲得した。しかし、ボーデと創設者アダム・ヴァイスハウプトとの激しい権力闘争があった後、クニッゲは1784年、再び除名された。クニッゲは、自分が期待したようなこの結社による「国民の精神生活の刷新」は現実的ではなかったと後に回想している。
彼はまた、折衷同盟の設立にも関与した。人生を通じてクニッゲは平等主義的な友愛団の様々なプロジェクトに取り組んだ。彼は、死の直前の1795年に愛国同盟のマニフェストを起草した。
これらの多様な活動、特にイルミナーティ結社を強制的に脱会させられた後に果たしてきた顕著な役割のために、クニッゲはフランス革命後に当局から疑われることになった。彼は危険な民主主義者であり、ジャコバン派と見なされた。 1796年には、彼のもとにウィーンの秘密警察は、クニッゲの返事からドイツにおけるフランス革命支持者のネットワークを解明することを望んで、元イルミナーティのアーロイス・ブルマウアーの名前で偽装した手紙を送っている。

## 日本語訳書
（年代順）
- 『処世交際法』クニッゲ 笛川漁郎訳 玄黄社、1910年
- 『処世と交際 第2部 (人に処する法)』フライヘルン・フオン・クニッゲ 堀秀彦訳 池田書店、1953年 今日の教養新書選
- 『世に処する法』フライヘルン・フオン・クニッゲ 堀秀彦訳 池田書店、1954年 今日の教養書選
- 『交際に関する105章 世に処する法』フライヘルン・クニツゲ 堀秀彦訳 池田書店、教養新書 1956年
- 「十八世紀の黄昏 旅の書簡」クニッゲ 栗原良子訳『ドイツ・ロマン派全集 第18巻』国書刊行会、1989年
- 『人間交際術』アドルフ・F.v.クニッゲ 笠原賢介、中直一訳 講談社学術文庫、1993年
- 「クリストフ・ハインリヒ・ブリックの手稿」クニッゲ 轡田收、鷲巣由美子訳 『ユートピア旅行記叢書 第11巻 (哲学者たちのユートピア)』岩波書店、1997年
- 『人間交際術』アドルフ・F.V.クニッゲ 服部千佳子訳 イースト・プレス 智恵の贈り物、2010年

### 関連書籍
- 『森鴎外の『智恵袋』付:「心頭語」「慧語」』小堀桂一郎訳・解説 講談社学術文庫、1980年